# Bernard Plossu
Bernard Plossu, né le 26 février 1945 à Đà Lạt, au Sud du Viêt Nam, est un photographe français. La plus grande partie de son travail est constituée de reportages de voyages.

## Biographie
De 1951 à 1962, Bernard Plossu étudie à Paris. Il commence la photographie très tôt : en 1958, il voyage au Sahara avec son père, muni d’un Kodak Brownie Flash, et part en 1965 pour le Mexique dans le cadre d’une expédition britannique pour photographier la jungle du Chiapas. S’ensuivent de nombreux reportages en couleurs chez les indiens Mayas, en Californie, dans l’Ouest américain, le Nevada, le Midwest.
En 1970, il réalise un travail sur l’Inde, où naît son idée d'une photographie « surbanaliste », qui, à l'instar du surréalisme mais de manière moins romantique, révèle une intensité immanente à la banalité.
Plossu continue à voyager énormément, réalisant de nombreux reportages couleurs, et, en 1975, effectue son premier voyage au Niger. Dès lors, il ne fait plus que des photos en noir et blanc prises avec une focale de 50 mm pour se placer en marge de la photographie commerciale. Il participe à l'aventure de Contrejour avec Claude Nori qu'il retrouve à la fondation des Cahiers de la photographie avec Gilles Mora, Jean-Claude Lemagny et Denis Roche.
En 1978 naît de son union avec Kathy Yount son fils Shane, qu’il photographie aussi régulièrement. En 1983, il commence à peindre et à travailler avec l’agence Fotowest.
Puis il rencontre à Toulouse Françoise Nuñez que lui a présenté Jean Dieuzaide, et qu’il épouse en 1986. Son deuxième fils, Joaquim, naît en 1986 et sa fille, Manuela, en 1988.
En 1987, grâce à l'institut français de Naples, Plossu effectue un séjour photographique dans l'île Stromboli (Îles Éoliennes). L'année suivante, il s'installe dans l'île Lipari avec Françoise Nuñez, rejoint ensuite par d'autres photographes. Auparavant, il a réalisé une série d'images de l'archipel éditée par Arte.
Entre 1987 et 1999, il était au Portugal. En 1998 et 1999, il a exposé à deux reprises au Centre portugais de photographies de Porto, installé dans le bâtiment de l'ancienne cour d'appel devenue prison de Porto, des photos sur la région métropolitaine de Porto et du Portugal, lors d'expositions respectivement intitulées Porto et Pays de la Poésie, ce qui a entraîné catalogues avec le même titre.
En 2012, une exposition est consacrée à son voyage au Mexique en 1965. Présentés au musée des beaux-arts et d'archéologie de Besançon. Plus de 200 clichés sont mis en avant, révélant la rencontre du photographe avec l'objet photographié. Plossu dira que ce voyage lui a permis de trouver son style, de forger sa vision. Ses instantanés relèvent donc plus de photographies personnelles, comme des souvenirs de voyage, souvent sans légende, prises au gré de son errance, sans chercher à dénoncer ou à montrer quelque chose.

## Expositions

### Expositions personnelles
- 1981 : Onze photographies de Santa Fé, Rencontres d'Arles
- 1987 : Bernard Plossu, Rencontres d'Arles
- 1988 : Rétrospective, Musée national d'art moderne-Centre national d'art et de culture Georges-Pompidou, Paris
- 1989 : Musée national d'art africain, Smithsonian Institution à Washington
- 1998 : Porto, Centre portugais de photographies, Porto, Portugal
- 1999 : Le Pays de la Poésie, Centre portugais de photographies, Porto, Portugal
- 2002 : Lyon, septembre de la photographie
- 2004 : Galerie Le Réverbère[6], Lyon
- 2007 : Rétrospective, Musée d'art moderne et contemporain de Strasbourg
- 2007 : So Long, Fonds régional d'art contemporain Haute-Normandie, Sotteville-lès-Rouen
- 2010 : En passant..., Fabrique du Pont d'Aleyrac à Saint-Pierreville dans l'Ardèche
- 2010 : Fonds régional d'art contemporain Haute-Normandie, Sotteville-lès-Rouen, dans le cadre du Festival Normandie Impressionniste 2010
- 2010 : Bernard Plossu, 101 éloges du paysage français, Musée des beaux-arts de Carcassonne
- 2010 : Galerie Le Réverbère, Lyon
- 2012 : Les voyages mexicains, Musée des beaux-arts et d'archéologie de Besançon
- 2012 : L’Odeur du buis, Abbaye de Jumièges, en Seine-Maritime
- 2012 : La Montagne blanche, Musée Granet d'Aix-en-Provence
- 2013 : Couleurs Plossu, au Pavillon populaire à Montpellier
- 2013 : Autoportraits - 1963-2012, du 16 octobre 2013 au 30 novembre 2013, Galerie Visconti, 19 rue Visconti, 75006 Paris
- 2013 : Le voyage mexicain, du 19 octobre 2013 au 5 janvier 2014 au Musée d'art moderne André-Malraux du Havre
- 2014 : Couleurs, du 28 juin 2013 au 6 octobre 2013, Pavillon populaire, Montpellier
- 2014 : Festival de photographie méditerranéenne Photomed 7e édition, Sanary-sur-Mer
- 2015 : L’Italie de Bernard Plossu, Maison européenne de la photographie, Paris
- 2015 : Le Havre en noir et blanc, du 10 octobre 2015 au 28 février 2016, au Musée d'art moderne André-Malraux du Havre
- 2015 : Le voyage mexicain, 1965-1966, du 4 juillet 2015 au 10 octobre 2015, au Musée départemental d'arts et traditions populaires de Champlitte, en Haute -Saône
- 2015 : Voyages en Bourgogne, du 8 juillet 2015 au 30 septembre 2015, à la galerie Bruno Mory, en Saône-et-Loire[7]
- 2016 : Western Colors, du 04 juillet 2016 au 28 août 2016, Les Rencontres d'Arles
- 2017 : L’heure immobile - Métaphysique Méditerranéenne, du 20 mai au 18 juin 2017, Hôtel des Arts (Toulon)
- 2017 : Pais de piedras, du 20 octobre 2017 au 18 mars 2018, Abbaye de Flaran, centre patrimonial départemental, Gers
- 2018 : L’heure immobile - Métaphysique Méditerranéenne, du 1er juin au 15 septembre 2018, Fonds de dotation Le Parvis (Pau)[8]
- 2018 : Échappées américaines (Inédits) - Festival Présence(s) photographie, Montélimar, Drôme, du 16 novembre au 2 décembre[9].
- 2020 : Fressons et Vintages, tirages exceptionnels et antispectaculaires, galerie Camera Obscura, Paris.
- 2021 : Le Paris en couleur de Bernard Plossu, grilles de l'Hôtel de Ville, Paris, du 1er août au 10 septembre[10].
- 2022 : Plossu–Granet : Italia Discreta, Musée Granet, Aix-en-Provence, du 29 avril 2022 au 28 août 2022[11],[12]
- 2022 : Hyères/Plossu, jardins et îles, La Banque, musée des Cultures et du Paysage, Hyères, 22 octobre 2022 au 22 janvier 2023[13]

### Expositions collectives
- 1975 : Bruno Réquillart, Bernard Plossu, Bernard Descamps et Eddie Kuligowski, Bibliothèque nationale, Jean-Claude Lemagny, commissaire. Bibliothèque Nationale, Paris[14].

- 2015 : Vision Fresson, Bernard Plossu et Didier Ben Loulou, Centre culturel Romain Gary, Jérusalem, Israël[15].
- 2017 : Paysages français - Une aventure photographique (1984 - 2017), rassemblant près de mille images de 167 photographes, parmi lesquels Raymond Depardon, Josef Koudelka, Lewis Baltz, Elina Brotherus, Robert Doisneau, Thierry Girard, Harry Gruyaert, Sophie Ristelhueber, Gabriele Basilico, Pierre de Fenoÿl , etc. Bibliothèque nationale de France, Paris
- 2021 : La photographie à tout prix, Bibliothèque nationale de France, Paris, du 23 novembre 2021 au 20 février 2022[16]
- 2024 : Paysage(s) Fresson(s), une exposition en hommage au procédé Fresson, avec des photographies de Bernard Plossu, Jean-Claude Couval, Douglas Keats, Philippe Laplace, Laure Vasconi et Daniel Zolinsky, musée Nicéphore Niépce, Chalon-sur-Saône, 17 février au 19 mai 2024 [17]
- 2024 : Dans la vague, exposition inspirée par l'estampe emblématique d'Hokusaï La Grande Vague, avec des œuvres d'une vingtaine d'artistes, parmi lesquels Noémie Goudal, Harry Gruyaert, Michael Kenna, Arno Rafael Minkkinen, Sarah Moon, Martin Parr, Bernard Plossu, Campredon art & image, L'Isle-sur-la-Sorgue, du 30 mars au 6 octobre 2024

## Publications
- Pourquoi n'êtes-vous pas hippie ?, Éditions de La Palatine, Paris, 1970
- Surbanalisme : séquences photographiques, Éditions du Chêne, Paris, 1972
- Go West, Éditions du Chêne, Paris, 1976
- Le Voyage mexicain, Éditions Contrejour, Biarritz, 1979
- Regards sur les musées de la région du Nord Pas-de-Calais, avec Aude Cordonnier, Pierre Devin et Patrick Roegiers, Éditions du Centre régional de la photographie du Nord Pas-de-Calais, Douchy-les-Mines, 1987.
- Le Souvenir de la mer, réserve géologique de Haute-Provence, Images en manœuvres éditions, Marseille, 1996  (ISBN 2908445166)
- Porto, 1998, Centre portugais de photographies, Porto, Portugal
- Le Pays de la Poésie, 1999, Centre portugais de photographies, Porto, Portugal
- Voyages vers l'Italie, 2004, Musée Gassendi, Images en manœuvres éditions, Marseille, 2005  (ISBN 2849950475)
- Au Nord, Centre régional de la photographie du Nord Pas-de-Calais, Douchy-les-Mines, 2006  (ISBN 2904538836)
- Rétrospective 1963-2006, par Gilles Mora, Éditions des deux terres, Paris, 2006  (ISBN 2848930373)
- So Long. Vivre l'Ouest américain 1970/1985, Éditions Yellow Now, 2007  (ISBN 2873402105)
- L'Étrange Beauté de la ville d'Hyères, Images en manœuvres éditions, Marseille, 2007  (ISBN 9782849950968)
- Plossu / La Frontera, Éditions Yellow Now, 2007  (ISBN 2873402164)
- Versant d'Est. Le Jura en regard, textes par Emmanuel Guigon, Cédric Lesec et Yves Ravey, Éditions du Sekoya, Besançon, 2009  (ISBN 9782847510744)
- Françoise Nunez + Bernard Plossu = Ensemble, Éditions Libel, Lyon, 2010  (ISBN 9782917659106)
- Far Out! Les années hip : Haight-Ashbury, Big Sur, India, Goa, Médiapop éditions, Mulhouse, 2011  (ISBN 9782918932024)
- Marc Donnadieu, Couleurs Plossu : séquences photographiques 1956-2013, Malakoff/Montpellier, Hazan, 2013, 144 p. (ISBN 978-2-7541-0721-1)
- Maroc 1975, (photos Bernard Plossu, texte Abdellah Karroum), Éditions Hors'champs, 2014.  (ISBN 978-2-914164-40-5)
- Western Colors, Éditions Textuel, Préface de Max Evans & Francis Hodgson, Paris, 2016  (ISBN 978-2845975521)
- Paris, (textes de Bernard Plossu, Isabelle Huppert et Brigitte Ollier), Marval, Paris, 2018  (ISBN 978-2-86234-458-4)
- Des oiseaux, (texte de Guilhem Lesaffre), Éditions Xavier Barral, coll. « Des oiseaux », Paris, 2018  (ISBN 978-2-36511-189-8)
- Tirages Fresson, texte de Bernard Perrine, Paris, Éditions Textuel, 2020,  (ISBN 978-2-84597-842-3)
- Hyères/Plossu, (photos Bernard Plossu, textes de Gilles A. Tiberghien et François Carrassan), Éditions Filigranes, 2022  (ISBN 978-2-35046-588-3)
- L'album de travail, Biarritz, Marval-Rue Visconti, 2023  (ISBN 978-2-86234-477-5)
- Le voyage mexicain - Jungle Nouvelle édition, Éditions Contrejour, 2023  (ISBN 979-1090294561)
- Bernard Plossu, Album 1961-1986 Éditions Marval, 2023,  (ISBN 978-2862344775)
- IN Arles, Arnaud Bizalion éditeur, 2023,  (ISBN 978-2-36980-176-4)
- Paris Sixties: Photogrammes de films en 8 / Super 8, Editions Yellow Now, 2024,  (ISBN 978-2873404994)
- Bernard Plossu, de Frison au Sahara, Lamaindonne éditeur, 2024,  (ISBN 978-2492920189)
- L'Odyssée des petites îles italiennes, Éditions Textuel, 2024,  (ISBN 978-2845979468)

## Filmographie
- 1986 : Le Procédé Fresson, de Jean Réal, avec Bernard Plossu, Frank Horvat, John Batho, Bernard Faucon, etc.
- 1998 : Sur la voie, de Hedi Tahar, avec Bernard Plossu[18]
- 2009 : Le Voyage mexicain, 1965-1966, de Bernard Plossu
- 2009 : Un autre voyage mexicain, de Didier Morin[19]

## Récompenses
- 1977 : Prix Kodak de la critique photographique (2e prix)
- 1988 : Grand Prix national de la photographie
- 2021 : Prix du tirage Collection Florence et Damien Bachelot, avec Guillaume Geneste[16]